# Azerbajdzjans ambassad i Paris
Azerbajdzjans ambassad i Paris (azerbajdzjanska: Azərbaycanın Fransa səfirliyi, franska: Ambassade d'Azerbaïdjan en France) representerar Azerbajdzjan i Frankrike. Den öppnades 1992, och befann sig ursprungligen på adressen 209, rue de l'Université, Paris 7ème. Sedan 2006 befinner den sig vid 78, avenue d'Iéna i Paris sextonde arrondissement. Ambassadör är sedan oktober 2010 Elçin Əmirbəyov.